# ایشیدا ماساهیکو
ایشیدا ماساهیکو (به ژاپنی: 石田 雅彦 いしだ まさひこ)؛ یک نویسنده، روزنامه‌نگار علمی، سردبیر اهل ژاپن است. او متولد سال ۱۹۵۹ میلادی در استان هوکایدو است.
پس از کار در شرکت کیندای ایگا، او مستقل شد و کار به عنوان سردبیر یک مجله تجاری را تجربه کرد.
در حال حاضر، او عمدتاً به عنوان نویسنده در مورد مسائل تنباکو کار می‌کند، مقالاتی برای سایت‌های خبری وب می‌نویسد، و غیره، سخنرانی‌های مربوط به دخانیات و سخنرانی در سایت‌های یادگیری آنلاین ارائه می‌دهد. او همچنین کتاب‌هایی مانند خطرات واقعی سیگارهای جدید (نویسنده: تاکاهیرو تابوچی، انتشارات نایگای) منتشر و تولید کرده است.
او همه چیز را از علوم طبیعی گرفته تا علوم اجتماعی را پوشش می‌دهد، و می‌نویسد، ویرایش می‌کند، و مجلات، کتاب‌ها و مطالب وب تولید می‌کند.